# Acetylid stříbrný
Acetylid stříbrný je název, kterým se myslí skupina tří sloučenin stříbra. Jde o prostý acetylid stříbra Ag2C2, dvojitou sůl Ag2C2·AgNO3 (acetylid-dusičnan distříbrný, SA.DS) a acetylid stříbrný—dusičnan stříbrný (1/6) Ag2C2·6AgNO3. Jde tedy o sůl acetylenu (ethynu), popř. danou sůl krystalizovanou společně s dusičnanem stříbrným. Čistý acetylid stříbrný se sráží z roztoku dusičnanu stříbrného za neutrálních a zásaditých podmínek po zavedení acetylenu do roztoku. Dvojitá sůl (SA.DS) se pak sráží ze stejného roztoku za kyselého pH a ideálně teploty kolem 60 °C. Jednoduchý acetylid stříbra je extrémně citlivou třaskavinou s velmi malou explozivní silou a téměř nulovou iniciační schopností. Dvojitá sůl je průměrně citlivá třaskavina s průměrnou explozivní silou. Posledních z uvedených solí není výbušná a její vznik vyžaduje speciální podmínky. Kromě výše zmíněných existují i jiné acetylidy stříbra, tyto postrádají praktického významu.

## Rozpustnost
Acetylid stříbrný není rozpustný ve vodě, ani v jiných běžných rozpouštědlech.